# The Underground Man
The Underground Man est un téléfilm américain réalisé par Paul Wendkos, diffusé en 1974.

## Fiche technique
- Titre :  The Underground Man
- Réalisateur : Paul Wendkos
- Scénario : Douglas Heyes d'après le roman The Underground Man de Ross Macdonald
- Musique : Richard Hazard
- Producteurs : Howard W. Koch, Philip L. Parslow
- Société de production : Aries Films, Paramount Television
- Durée : 100 minutes
- Genre : Drame, policier

## Distribution
- Peter Graves : Lew Archer
- Sharon Farrell : Marty Nickerson
- Celeste Holm : Beatrice Broadhurst
- Jim Hutton : Stanley Broadhurst
- Kay Lenz : Sue Crandell
- Biff McGuire : Cassidy
- Vera Miles : Eleanor Strom
- Jo Ann Pflug : Jean Broadhurst
- Judith Anderson : Mrs. Snow
- Jack Klugman : Sheriff Tremaine
- Lee Paul (en) : Fritz Snow
- Ian John Tanza : Jerry Kilpatrick
- Bill McKinney : Willy Coggins
- Arch Johnson : Joe Kelsey
- Judson Morgan : Dr. Platt
- Maxine Stuart : Librarian